# Logo TV
Logo TV (често скраћено као Logo и стилизовано као Logo.) амерички је основни кабловски канал у власништву ViacomCBS Domestic Media Networks-а, одсека ViacomCBS-а. Покренут 2005. године, Logo је првобитно био посвећен лајфстајл и забавном програму за ЛГБТ публику. Од јануара 2016. године, око 50 милиона домаћинстава добија Logo.